# Kostel svatého Martina (Vrchotovy Janovice)
Filiální kostel svatého Martina ve Vrchotových Janovicích na Benešovsku má románský původ, patrně byl postaven v konci 12. století. Je to orientovaná jednolodní stavba s hranolovou věží opatřenou hodinami a zakončenou jehlancovitou věžicí. Loď je obdélná, kněžiště výrazně užší s pětibokým závěrem. K severní straně lodi přiléhá předsíň téměř čtvercového půdorysu. Přístavba sakristie z 18. století u severní strany kněžiště je patrová, v patře je panské oratorium. Kostel je chráněn jako kulturní památka spolu s hřbitovní zdí, márnicí, čtyřmi kamennými kříži na vnější straně presbytáře a dvěma náhrobníky u boku předsíně. Náhrobníky na vnějších zdech předsíně původně pokrývaly podlahu do krypty, roku 1887 byly přemístěny na dnešní místo. Nástěnné malby se svatováclavskými motivy pocházejí z roku 1929. 
Románský kostel prošel ve 14. století gotickou přestavbou, při které byl rozšířen. Z románské stavby se zachoval jihozápadní roh lodi a věž. 
Vrchotovy Janovice byly zařazeny do V. zóny a v dubnu 1944 vysídleny. V zámku se usadila tanková škola SS, kostel byl vyklizen a ve věži byla zřízena pozorovatelna. Současná podoba kostelní věže pochází z 80. let 20. století, kdy prošla rekonstrukcí, do té doby byla zakryta provizorně.
Do 30. června 2009 byl kostelem farním, od té doby je jako filiální ve správě farnosti votické. Mše svatá se koná v neděli v lichém týdnu od osmi hodin.
Kostel obkružuje užívaný hřbitov, na kterém je umístěn pomník francouzským zajatcům s hrobem Charlese Audiffreda (1905–1945). Žulový pomníček s hrobovou obrubou je evidován v Centrální evidenci válečných hrobů vedené ministerstvem obrany.